# Temmen-Ringenwalde
Temmen-Ringenwalde es un municipio situado en el distrito de Uckermark, en el estado federado de Brandeburgo (Alemania), a una altitud de 70 metros. Su población a finales de 2016 era de 550 habs. y su densidad poblacional, 8 hab/km².